# Habitat conchylicole

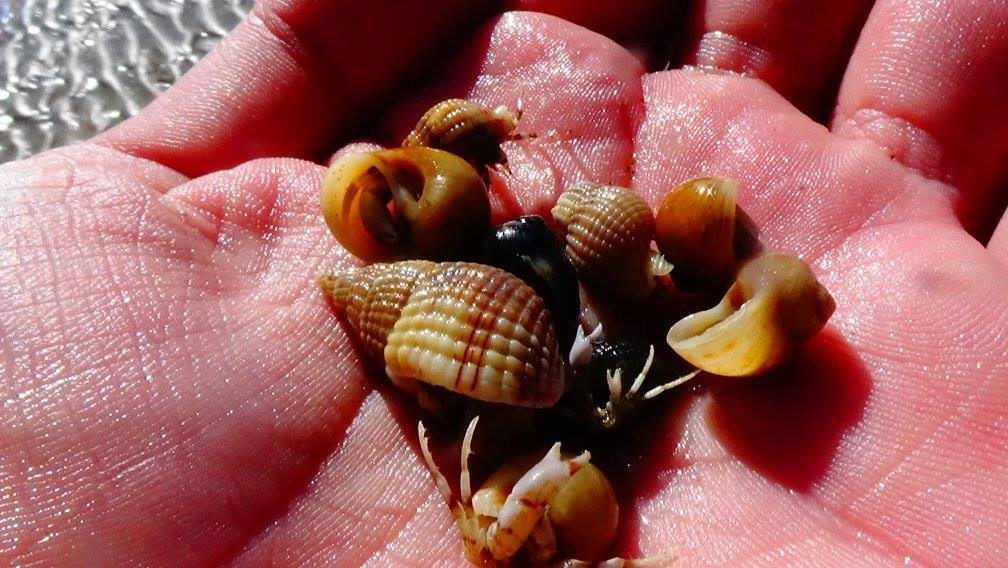
Différents spécimens de la même espèce de bernard-l'hermitte, habitant diverses coquilles, à marée basse sur la plage de Deauville.

L'habitat conchylicole (de conchylium : coquillage) est le fait des animaux qui trouvent refuge dans les coquilles de mollusques morts : on parle d'espèce, d'animal, de poisson conchylicole. Souvent de petite taille, ils trouvent dans ces résidus de mollusques morts une protection contre la prédation, mais aussi pour certains un lieu de vie et de reproduction. Dans le lac Tanganyika, par exemple, un grand nombre de petites espèces de poissons (comme Neolamprologus multifasciatus), certaines parmi les plus petites au monde dans la famille des cichlidae, peuplent et habitent ces refuges tout au long de leur vie. D'autres espèces des lacs et cours d'eau voisins (notamment Pseudotropheus lanisticola dans le lac Malawi, ou Nanochromis), mais aussi certaines espèces de poissons d'eau de mer présentent le même genre de comportement. Un cas bien connu est celui des  bernard-l'hermitte, qui ont besoin d'une protection externe pour leur abdomen et qui au fur et à mesure de leur croissance changent de coquille pour qu'elle soit toujours adaptée à leur taille. Les amateurs terrariophiles et de bernard-l'hermitte terrestre ou côtier affichent grand plaisir d'ailleurs à fournir à leurs pensionnaires des coquilles préalablement colorées ou peintes des plus farfelus motifs, pratique vivement déconseillée en milieu aquatique. Beaucoup de poissons juvéniles et sub-adultes ayant des coquilles vides à disposition peuvent également, de manière ponctuelle et jusqu'à une certaine taille ou maturité, pratiquer un comportement conchylicole, pour échapper aux prédateurs, filtrer des dépôts organiques ou végétaux...

## Espèce aquatique
Dans le lac Tanganyika certaines espèces ayant un dimorphisme de taille, les mâles adultes mesurant plus de trois fois la taille des femelles, se constituent d'immenses nids de coquilles d'escargots morts, principalement de Neothauma. Seules les femelles étant assez petites pour se réfugier et habiter l'intérieur de ses coquilles. Les mâles se regroupant souvent sur de vastes étendues sableuses avec pour délimitation de territoire de leur nid des barrières naturelles et/ou visuelles. Chacun de ces territoires abritant plusieurs femelles. La préoccupation majeure de leur temps est d'aller chiper des coquilles dans les nids des mâles voisins afin d'affirmer leur dominance et dans lesquels se trouvent parfois des femelles. D'ailleurs ces dernières pondant dans les coquilles, cela permet également d'assurer un certain renouvellement du patrimoine génétique. Certaines espèces préfèrent l'acquisition de peu voir d'une seule grosse coquille qui sera farouchement défendue par un couple. Souvent la femelle défendant sa ponte, juvéniles ou jeunes éventuels à la sortie ou juste au-dessus de sa coquille, le mâle assurant la défense d'un petit périmètre alentour. En cas de prédateur identifié, toute la petite famille se réfugiera directement au fond de la coquille. Il arrive souvent qu'un prédateur déterminé mais impuissant face à cette technique de camouflage, joue et déplace parfois sur de grandes distances toute une famille. Cette dernière s'adaptera très vite à son nouveau lieu une fois la menace écartée. Certains prédateurs sont quant à eux parfaitement adaptés à ce type de proies.

## Aquariophilie
En aquariophilie les petites espèces de conchylicole mesurant pas plus de 5 centimètres sont très prisées des amateurs de petits volumes n'excédant pas les 50 ou 60 litres. Un décor essentiellement sableux parsemé de coquilles d'escargot vides est suffisant pour leur maintenance. Ce sont souvent de petits poissons dits des plus "simples à maintenir" et au comportement des plus originaux. (voir par exemple Neolamprologus similis) prenez garde à la surpopulation, veillez à diviser de temps en temps votre souche afin d'éviter tout comportement et jeu de dominance abusive et non des plus observés en milieu naturel.

## Galerie

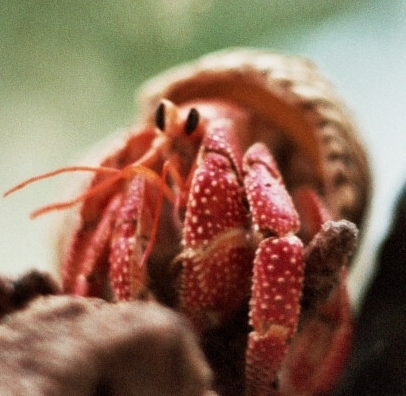
bernard-l'hermitte (Coenobita perlatus) terrestre.
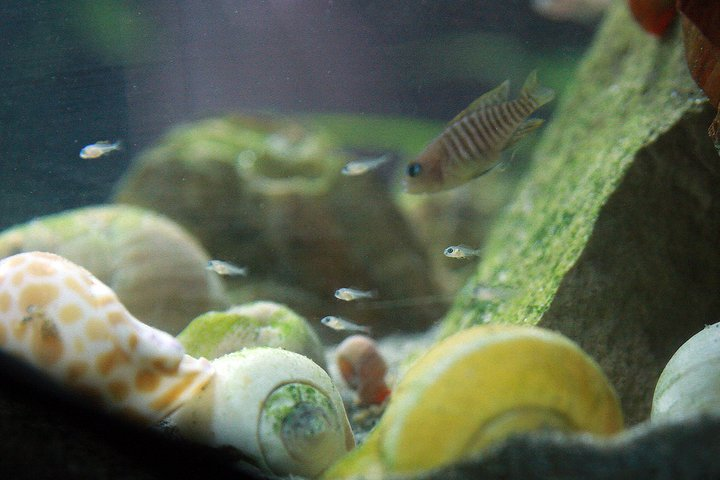
Une petite famille de Neolamprologus multifasciatus (eau douce) au-dessus de leurs coquilles vides
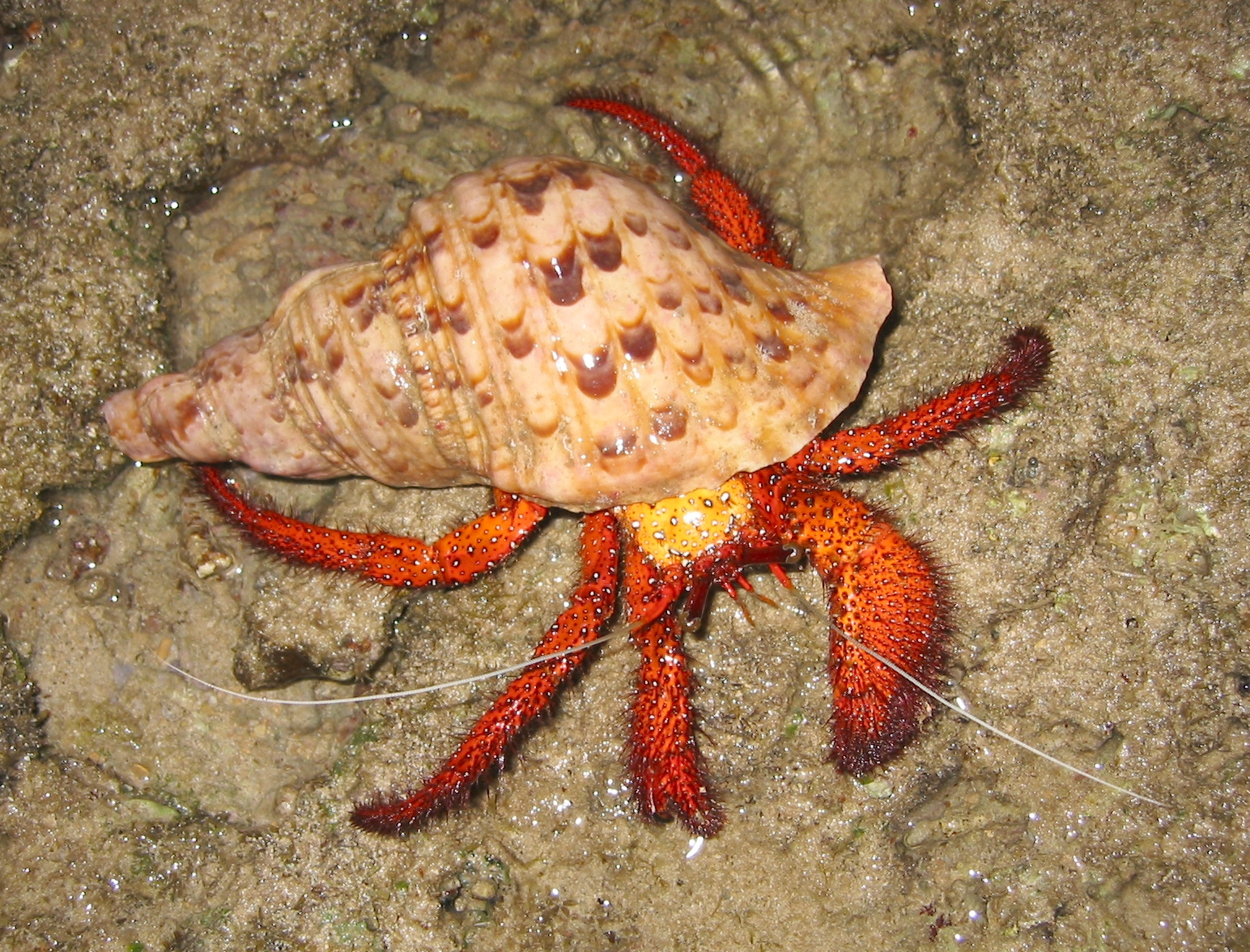
bernard-l'hermitte Dardanus megistos marin